# فاطمة البطيحية
فاطمة بنت إبراهيم بن محمود البطيحية كانت عالمة مسلمة في الحديث في القرن الثامن.  

## سيرة شخصية
كانت فاطمة البطيحية تدرس صحيح البخاري في دمشق. وقد عُرفت بأنها من كبار علماء تلك الفترة، وقد ظهرت خاصة في الحج عندما توافد كبار علماء اليوم من بعيد لسماعها تتحدث شخصيًا. 
وعندما كبرت انتقلت إلى المدينة المنورة  وعلمت طلابها لعدة أيام في المسجد النبوي نفسه. كلما تعبت، كانت تسند رأسها على قبر محمد وتواصل تعليم طلابها.   يتناقض هذا التقليد مع الممارسة اليوم، حيث لا يُسمح للناس بمشاهدة قبر محمد ﷺ. 